# Wybory parlamentarne na Tonga w 1990 roku
Wybory parlamentarne na Tonga w 1990 odbyły się 16 lutego. Wybierano 9 przedstawicieli ludu i 9 przedstawicieli szlachty do 29-osobowego Zgromadzenia Ustawodawczego na trzyletnią kadencję.

## System wyborczy
Prawo do głosowania na przedstawicieli ludu mieli wszyscy obywatele Tonga mający ukończone 21 lat, piśmienni i (w przypadku mężczyzn) nienależący do szlachty. Kandydować na przedstawicieli ludu w Zgromadzeniu mogły osoby posiadające czynne prawo wyborcze i nieposiadające długów wyższych niż pozwalał próg określony w prawie. Kraj został podzielony na pięć okręgów wyborczych. Kandydaci musieli przedstawić podpisy poparcia 50 wyborców z własnego okręgu i wpłacić depozyt wysokości 100 $T, który odzyskiwali, jeśli zdobyli określony odsetek głosów (6,3% lub 10%, w zależności od okręgu).
Oprócz przedstawicieli ludu i szlachty w Zgromadzeniu Ustawodawczym zasiadał z urzędu król i mianowana przez niego Tajna Rada, złożona z ośmiu ministrów i dwóch gubernatorów.
W 1990 w systemie politycznym Tonga nie było partii politycznych. 

## Kampania i wyniki
W 1989 dziewięciu przedstawicieli ludu w Zgromadzeniu Ustawodawczym zgłosiło projekt uchwały z żądaniem reform politycznych, które uczyniłyby parlament bardziej odpowiedzialnym wobec społeczeństwa. Król Tupou IV skrytykował te żądania, przekonując, że jego rząd dostatecznie szybko reaguje na potrzeby społeczne. W dniu wyborów lider reformatorów ʻAkilisi Pohiva i jego koledzy uzyskali reelekcję z dobrym wynikiem.
W 1990 na Tonga było 41 880 zarejestrowanych wyborców, w głosowaniu wzięło udział 26 277 (frekwencja 62,74%).
W wyborach 1990 o dziewięć mandatów przypadających przedstawicielom ludu ubiegało się 55 kandydatów, w tym jedna kobieta. Wszyscy wybrani posłowie byli mężczyznami.

## Źródło
- Historical Archive of Parliamentary Election Results (1990). Inter-Parliamentary Union. [dostęp 2016-08-04]. (ang.).